# Sông Águeda
Sông Águeda là một chi lưu của sông Duero (sông Douro), chảy cơ bản theo hướng nam bắc ở phía tây bán đảo Iberia trên phần sát biên giới giữa Tây Ban Nha và Bồ Đào Nha. Nó bắt nguồn từ khu vực Puente de los Llanos ở Navasfrías giữa khu vực đồi "Las Mesas" và "Peñas Gordas". Nó chảy qua Ciudad Rodrigo (tỉnh Salamanca), khoảng 53 km phía trên nơi con sông bắt đầu đổ vào biên giới giữa hai quốc gia. Cửa sông của nó là sông Douro gần Barca d'Alva, trên biên giới với Bồ Đào Nha. Sông Douro đoạn chảy qua Bồ Đào Nha nằm hoàn toàn mé bên phải cửa sông Águeda. Con sông này là biên giới tự nhiên giữa hai quốc gia này từ Almofala cho tới cửa sông (khoảng 24 km), trong khu vực thuộc Vườn thiên nhiên quốc tế Douro.